# Шилово (община Лебане)
Вижте пояснителната страница за други значения на Шилово.
Шилово (на сръбски: Шилово или Šilovo) е село в община Лебане, Ябланишки окръг, Сърбия. В 2002 година селото има 521 жители.

## История
Името на селото в началото на 20 век понякога е предавано като Българско Шилово. При избухването на Балканската война в 1912 година един човек от Шилово е доброволец в Македоно-одринското опълчение.

## Личности
Родени в Шилово
- Александър Иванов (1885 – ?), македоно-одрински опълченец, 3 рота на 5 одринска дружина[3]